# Pesarova Madona
Pesarova Madona (italijansko: Pala Pesaro) (bolj znana kot Madonna di Ca' Pesaro) je slika italijanskega renesančnega mojstra Tiziana, ki jo je naročil Jacopo Pesaro, katerega družina je leta 1518 pridobila kapelo v baziliki Frari v Benetkah za katero je bilo delo naslikano in kjer je še danes. Jacopo je bil škof v Pafosu na Cipru in ga jepapež Aleksander VI. Borgia imenoval za poveljnika papeške flote. Ta slika spominja na eno najzgodnejših Tizianovih slik Jacopa Pesaro je papež Aleksander VI. predstavil svetemu Petru, ok. 1510-11.

## Estetika
Tizian pokaže svojega zavetnika v pobožni pozi, kleči pred Devico in mu jo predstavi sveti Peter. Na stopnici je vidno prikazan ključ svetega Petra; njegova diagonalna ravnina, ki vodi proti Devici, je vzporedna z Jacopom. Položaj Device na vrhu stopnic namiguje na njeno nebesno vlogo kot Madonna della Scala (Madona stopnic) in kot stopnišče v nebesa. Tizian je v tem delu za vzor Device Marije uporabil svojo ženo, ki je kmalu zatem umrla pri porodu.
Na velikem rdečem transparentu na skrajni levi strani so vidne papeške roke v središču in Jacopove spodaj. Na ogled je tudi lovorova veja, simbol zmage. Neidentificirani vitez ima dva zapornika, vklenjenega Turka in Mavra, kar se verjetno nanaša na zmago Jacopa nad Turki leta 1502.  Na desni strani sveti Frančišek Asiški povezuje pet klečečih članov družine Pesaro s Kristusom in namiguje, da je mogoče po njegovi lastni poti poistovetenja s Kristusom odrešiti. Tik za svetim Frančiškom stoji sveti Anton Padovanski - oba, tako kot sveti Bernard, sta frančiškana, prav tako  cerkev Santa Maria Gloriosa dei Frari.
Člani darovalčeve družine so negibni. Vse druge figure energično gestikulirajo in zasedajo diagonalne ravnine. Stopnice, presežene z velikimi stebri, odrezanimi na vrhu, se diagonalno potisnejo nazaj v prostor. Dojenčki angeli se pojavijo na oblaku zgoraj. Eden viden v zadnjem pogledu drži križ. Hrbtni del tega angela je nasproti dojenčku Kristusu, ki se razigrano obrača v Marijinem naročju in gleda navzdol na svetega Frančiška, ki mu vrača pogled. Tkanine so značilno bogate in teksturirane, zlasti zastava in kostumi. To pozornost do tekstur materiala še povečuje variacija svetlih luči in temnih poudarkov na nebu. Zdi se, da svetloba Benetk, ki se blešči v njenih vodnih poteh, osvetljuje to sliko.

## Kompozicija
Ko je Tizian poslikal ta oltarni nastavek, je prekinil večstoletno tradicijo, da je v središče slike in poslikanega prostora postavil pobožne figure (Devica in otrok). S tem je omogočil večji občutek gibanja skozi sliko, ki je predhodno zapletel kompozicijske tehnike baroka. Slika je še posebej inovativna in prikazuje primer razvitega renesančnega sloga, saj je Tizian uporabil diagonalna in trikotna načela, da je gledalčev pogled potegnil k Madoni in otroku in tako ustvaril hierarhijo znotraj dela in kaže, da je družina Pesaro pobožna.
Arhitekturna postavitev, v katero sta vpletena dva velika stebra (ki sta bila obrezana zaradi oltarne slike), poudarjata navpičnost in višino dela; ki riše oko Nebes. Ti stebri v središču slike so v renesančnem slikarstvu brez primere in so predmet nekaterih polemik. Rentgenski žarki razkrivajo, da je Tizian na njihovem mestu naslikal več drugih arhitekturnih elementov, preden se je odločil stebre. Nekateri kritiki so celo ugibali, da Tizian ni slikal stebrov. Postavitev na prostem kaže, da se dejavnost odvija v portiku, v katerem veličina stebrov nekako omalovažuje človeka, ki pušča figure in gledalca skoraj v strahu pred večjo implicirano silo.

## Odstranjevanje in obnova
Po potresih maja 2012 v severni Italiji je bila Tizianova slika odstranjena in se je začelo dolgotrajno konzervatorsko zdravljenje, ki ga je financirala neprofitna organizacija Save Venice Inc. Medtem ko se je slika shranila, je bila v cerkvi razstavljena replika. 21. septembra 2017 se je več kot 400 ljudi udeležilo slovesnosti ob ponovni postavitvi Tizianovega obnovljenega oltarja.